# Трембицький Ісидор
Ісидор Трембицький (1847, Станіслав — 1922, Рава-Руська) — український актор, режисер і письменник. Редагував часопис «Приятель дітей» у Коломиї.

## Біографія
Уродженець прикарпатського міста Станіслава Ісидор Трембицький у 70-х роках XIX століття деякий час був у театральній трупі - працював у Львівському театрі при «Руській Бесіді». Коли театр розпався, І. Трембіцький прибув до Коломиї.
Після 40-х років ХІХ ст. коломийське театральне життя почало занепадати. І. Трембіцький його оживив. В Коломиї він написав п'єси, які публікував в друкарні Михайла Білоуса у двотижневику «Весна», ставив театральні вистави і таким чином оновив минулу славу Коломийського театру. 
У 1879 році Трембицький опублікував свою п'єсу «Облога Плевни» окремою книгою. В ній в 3-х діях розкриваються воєнні події у Болгарії. Цікаво, що у цьому творі автор неодноразово вживає Боже ім'я Єгова.

## Твори
- Комедія «Іцко сват» (1877).
- Історична драма «Облога Плевни» (1878).

І. Франко вказує на те, що повний перелік творів І. Трембицького наводиться у 37-му випуску видання «Галицько-руська бібліографія XIX ст.».